# (3339) Treshnikov
(3339) Treshnikov es un asteroide perteneciente al cinturón de asteroides, descubierto el 6 de junio de 1978 por Antonín Mrkos desde el Observatorio Kleť, České Budějovice, República Checa.

## Designación y nombre
Designado provisionalmente como 1978 LB. Fue nombrado Treshnikov en honor al explorador polar soviético Alexei Fjodoroviĉ Trjoŝnikov.